# Fruiz
Fruiz város Spanyolországban,  Bizkaia tartományban. Fruiz Meñaka, Arrieta, Morga és Gamiz-Fika községekkel határos. Lakosainak száma 576 fő (2024).

## Népesség
A település népessége az utóbbi években az alábbiak szerint változott:
| Lakosok száma | 345  | 363  | 404  | 423  | 537  | 555  | 546  | 536  | 550  | 576  |
|               | 2001 | 2004 | 2007 | 2009 | 2012 | 2014 | 2017 | 2019 | 2022 | 2024 |